# 阿尔比尼亚克
阿尔比尼亚克（法語：Albignac，法語發音：[albiɲak]）是法国科雷兹省的一个市镇，属于布里夫拉盖亚尔德区。

## 地理
阿尔比尼亚克（45°8'21"N, 1°40'41"E）面积9.74 平方千米，位于法国新阿基坦大区科雷兹省，该省份为法国中南部省份，北起上维埃纳省和克勒兹省，西接多爾多涅省，南至洛特省，东临多姆山省和康塔爾省。
与阿尔比尼亚克接壤的市镇（或旧市镇、城区）包括：贝纳、达尼亚、朗特伊、帕拉赞日。

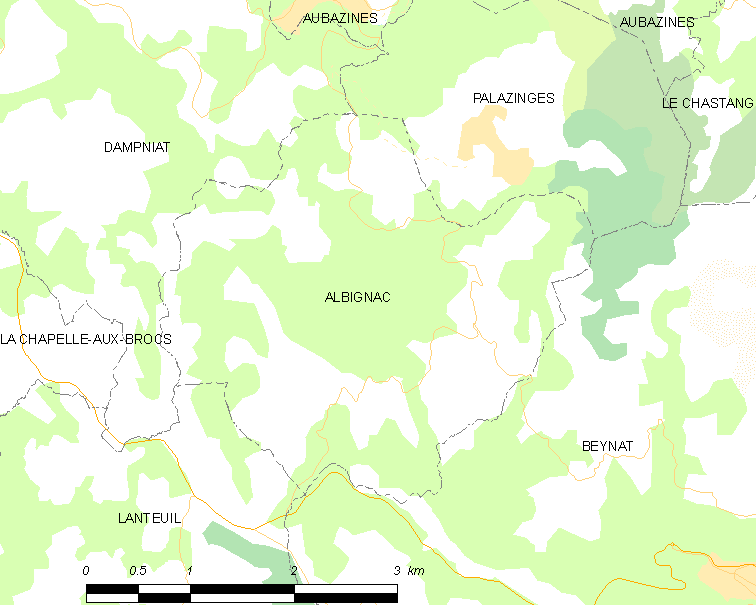
阿尔比尼亚克的OSM定位图

阿尔比尼亚克的时区为UTC+01:00、UTC+02:00（夏令时）。

## 行政
阿尔比尼亚克的邮政编码为19190，INSEE市镇编码为19003。

## 政治
阿尔比尼亚克所属的省级选区为科雷兹南部县。

## 人口

1962-2008年间阿尔比尼亚克人口变化图示

阿尔比尼亚克于2022年1月1日时的人口数量为235人。